# Scleronema operculatum
Scleronema operculatum es una especie de peces de la familia Trichomycteridae en el orden de los Siluriformes.

## Descripción y morfología
Es un pez pequeño de coloración marrón con manchas oscuras que se extienden desde la parte dorsal de la cabeza hasta la región caudal, ocupando también el lateral superior del animal. Los machos pueden llegar alcanzar los 8 cm de longitud total.

## Hábitat
Es un pez de agua dulce y de clima tropical.

## Distribución geográfica
Se encuentran en Sudamérica: Río Grande del Sur (Brasil ) y Uruguay.